# Ernst-Happel-Stadion
Ernst-Happel-Stadion – stadion sportowy w Wiedniu, narodowy stadion Austrii, nazwany imieniem słynnego austriackiego piłkarza i trenera, Ernsta Happela.

## Historia
Zbudowany został w latach 1929–1931. Początkowo gościł także olimpiady robotnicze i narodowosocjalistyczne wiece. W okresie II wojny światowej Gestapo wykorzystywało obiekt jako miejsce przetrzymywania Żydów. Do 1992 r. znany był jako Praterstadion (nazwa pochodzi od parku w Wiedniu, na terenie którego znajduje się stadion), a po śmierci Ernsta Happela w 1992 r. został nazwany jego imieniem. W ciągu swojego istnienia był wielokrotnie modernizowany. W 1956 r. podczas zawodów żużlowych między Polską i Austrią zginął polski reprezentant, Zbigniew Raniszewski.

## Przeznaczenie
Obiekt służy przede wszystkim piłkarskiej reprezentacji Austrii, która rozgrywa na nim swoje najważniejsze mecze w eliminacjach mistrzostw świata i Europy. Natomiast w europejskich pucharach jako gospodarz swoje spotkania rozgrywają tutaj dwa największe wiedeńskie kluby – Austria i Rapid. Pojemność trybun wynosi 50 865 miejsc.

## Mistrzostwa Europy 2008
Stadion Ernsta Happela był główną areną piłkarskich mistrzostw Europy w 2008 r. Rozegrano na nim 7 meczów – trzy w fazie grupowej, dwa ćwierćfinały, jeden półfinał oraz finał.
| 08.06.2008, Grupa B     |   |           |             |
| Austria                 | - | Chorwacja | 0:1         |
| 12.06.2008,Grupa B      |   |           |             |
| Austria                 | - | Polska    | 1:1         |
| 16.06.2008, Grupa B     |   |           |             |
| Austria                 | - | Niemcy    | 0:1         |
| 20.06.2008, Ćwierćfinał |   |           |             |
| Chorwacja               | - | Turcja    | 1:1, k. 1-3 |
| 22.06.2008, Ćwierćfinał |   |           |             |
| Hiszpania               | - | Włochy    | 0:0, k. 4-2 |
| 26.06.2008, Półfinał    |   |           |             |
| Rosja                   | - | Hiszpania | 0:3         |
| 29.06.2008, Finał       |   |           |             |
| Niemcy                  | - | Hiszpania | 0:1         |

## Ważne mecze
- 27 maja 1964 – finał Pucharu Europy: Inter Mediolan – Real Madryt 3:1;
- 29 kwietnia 1970 – finał Pucharu Zdobywców Pucharów: Manchester City – Górnik Zabrze 2:1;
- 27 maja 1987 – finał Pucharu Europy: FC Porto – Bayern Monachium 2:1;
- 23 maja 1990 – finał Pucharu Europy: AC Milan – SL Benfica 1:0;
- 24 maja 1995 – finał Ligi Mistrzów: AFC Ajax – AC Milan 1:0;
- 29 czerwca 2008 – finał Euro 2008: Niemcy – Hiszpania 0:1.